# Гордон, Рут
Рут Гордон (англ. Ruth Gordon, 30 октября 1896 — 28 августа 1985) — американская актриса и сценаристка. Самыми известными её ролями стали заботливая соседка Минни Кастевет в фильме «Ребёнок Розмари», а также Марджори Чардин в фильме «Гарольд и Мод». За свою актёрскую карьеру, длившуюся 47 лет, Гордон была удостоена премий «Оскар», «Эмми», а также двух «Золотых глобусов».

## Биография

### Юные годы

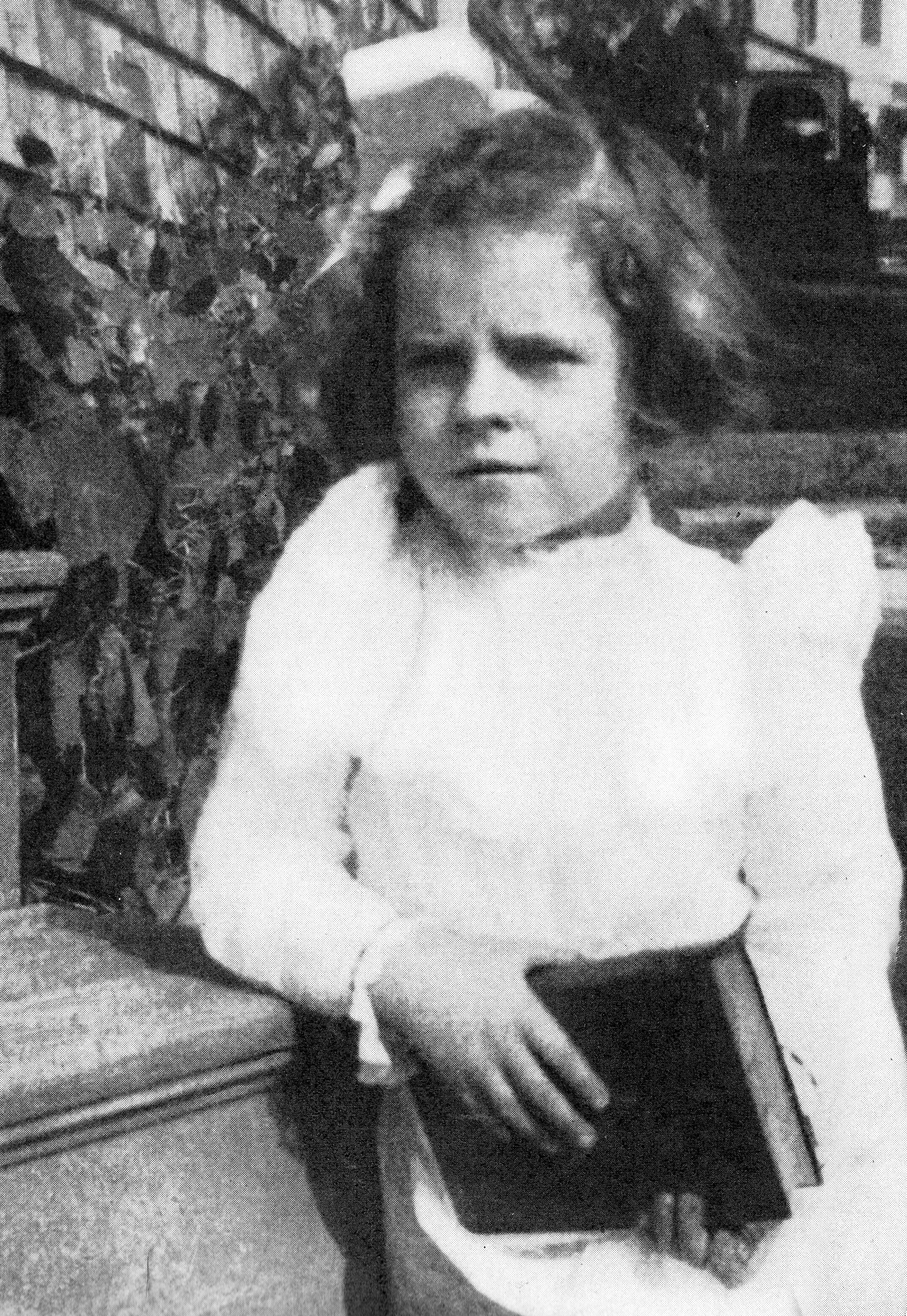
Гордон в возрасте 4 лет

Рут Гордон Джонс родилась 30 октября 1896 года в городе Куинси в штате Массачусетс. Она была единственным ребёнком в семье капитана Клинтона Джонсона и его жены Энни Зиглер Джонс. Гордон полюбила театр ещё в юном возрасте и часто писала письма своим любимым актрисам в надежде получить от них автограф. После того как на её письмо ответила актриса Хэйзел Доун, Рут Гордон воодушевилась начать собственную карьеру в театре. Хотя её отец скептически отнёсся к такому желанию дочери, после окончания средней школы в 1914 году он всё же помог ей поступить в Американскую академию драматического искусства в Нью-Йорке.

### Театральная карьера
Уже год спустя состоялся её кинодебют в немом фильме «Вихрь жизни», где она исполнила эпизодическую роль танцовщицы. В том же году Гордон дебютировала и на Бродвее в постановке «Питер Пэн», где исполнила роль Нибса, одного из потерявшихся мальчиков. Эта роль была хорошо отмечена известным театральным критиком Александром Вуллкоттом, который впоследствии стал другом Гордон и её наставником.
В 1918 году актриса исполнила роль Лолы Пратт в бродвейский адаптации пьесы Бута Таркингтона «Семнадцать», где познакомилась со своим будущим мужем актёром Грегори Келли. Их брак состоялся в 1921 году и продлился до его неожиданной смерти от болезни сердца в 1927 году. Свою первую крупную роль Рут исполнила в бродвейской пьесе Максвелла Андерсона «Дети субботы», где она сыграла Бобби. Рут Гордон продолжала активно играть на театральной сцене на протяжении 1930-х годов. Она исполнила роли Мэтти в постановке «Этан Фром», Марджери Пинчвайф в «Деревенской жене» Уильяма Уичерли, а также Норы Хэлмер в «Кукольном доме» Генрика Ибсена.
В 1929 году Гордон родила внебрачного сына Джонса от бродвейского продюсера Джеда Харриса.

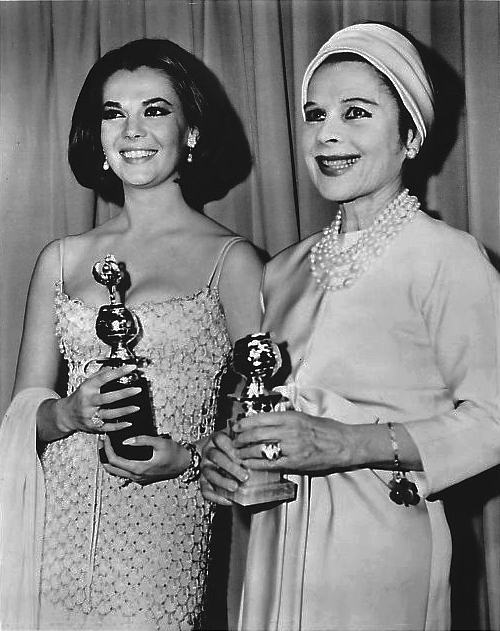
Натали Вуд и Рут Гордон на церемонии «Золотой глобус» в 1966 году

### Кинокарьера
Свой киноконтракт с киностудией «MGM» Рут Гордон подписала ещё в начале 1930-х годов, но впервые появилась в фильме этой студии лишь в 1941 году, когда исполнила небольшую роль в картине «Двуликая женщина» с Гретой Гарбо в главной роли. В 1940 году она сыграла две успешные роли на других голливудских студиях в фильмах «Линкольн в Иллинойсе» и «Магическая пуля доктора Эльриха».
В 1942 году она вышла замуж за драматурга Гарсона Канина, который был младше её на 16 лет. Вместе они написали серию замечательных сценариев, поставленных Джорджем Кьюкором, среди которых «Ребро Адама» и «Пэт и Майк» с Кэтрин Хепбёрн и Спенсером Трейси в главных ролях. За эти два фильма, а также за их первый сценарий для «Двойной жизни» в 1947 году, Гордон и Канин выдвигались на премию «Оскар» в номинации лучший оригинальный сценарий. В 1953 году компания «MGM» выпустила фильм «Актриса», сценаристкой которого также была Рут Гордон. Фильм был снят на основе автобиографии актрисы, а её роль там исполнила англичанка Джин Симмонс. В 1970-х годах Рут Гордон написала ещё три автобиографии: «Моя сторона», «Среди других» и «Открытая книга».
Несмотря на успешную карьеру в кино Рут Гордон продолжала играть и на театральной сцене. В 1956 году она была номинирована как лучшая актриса на премию «Тони» за роль Долли Леви в пьесе Торнтона Уайлдера «Сваха», которая позже получила название «Хэлло, Долли!». С гастролями этой пьесы актриса выступала в Лондоне, Берлине и Эдинбурге.
В 1966 году Гордон была номинирована на «Оскар» и удостоилась «Золотого глобуса» в номинации лучшая актриса второго плана за роль в фильме «Внутренний мир Дэйзи Кловер» с Натали Вуд в главной роли. Почётную награду киноакадемии и второго «Золотого глобуса» Рут Гордон получила спустя три года за роль Минни Кастевет в мистическом фильме Романа Полански «Ребёнок Розмари» по одноимённому роману Айры Левина. Третью номинацию на «Золотой глобус» ей принесла роль старухи Мод в культовом фильме «Гарольд и Мод».
«Не в нашей семейной традиции разводиться с мужьями — мы их просто хороним».
Начиная с 1970-х годов актриса стала периодически появляться и на телевидении. Она снялась в сериалах «Рода», «Ньюхарт», «Коломбо», а также в «Такси», роль в котором принесла ей в 1979 году премию «Эмми».

## Смерть
Рут Гордон умерла 28 августа 1985 года от инсульта в возрасте 88 лет в своём доме в городе Эдгартаун, штат Массачусетс. Её муж, Гарсон Канин, был рядом с ней и сказал, что её последний день жизни был заполнен прогулками, разговорами, поручениями и утренней работой над новой пьесой. В последний раз она появлялась на публике за две недели до смерти на благотворительном показе фильма «Гарольд и Мод».

## Фильмография
| Год       |    | Русское название                 | Оригинальное название                   | Роль                |
| --------- | -- | -------------------------------- | --------------------------------------- | ------------------- |
| 1915      | ф  | —                                | The Whirl of Life                       | эпизодическая роль  |
| 1915      | ф  | Мадам Баттерфляй                 | Madame Butterfly                        | эпизодическая роль  |
| 1915      | ф  | —                                | Camille                                 | гостья на вечеринке |
| 1940      | ф  | Линкольн в Иллинойсе             | Abe Lincoln in Illinois                 | Мэри Тодд Линкольн  |
| 1940      | ф  | Магическая пуля доктора Элриха   | Dr. Ehrlich’s Magic Bullet              | миссис Элрих        |
| 1941      | ф  | Двуликая женщина                 | Two-Faced Woman                         | мисс Рут Эллис      |
| 1943      | ф  | Край тьмы                        | Edge Of Darkness                        | Анна Стенсгард      |
| 1943      | ф  | Война в Северной Атлантике       | Action in the North Atlantic            | миссис Сара Джарвис |
| 1950      | с  | —                                | The Prudential Family Playhouse         | Пола Уортон         |
| 1965      | ф  | Внутренний мир Дэйзи Кловер      | Inside Daisy Clover                     | миссис Кловер       |
| 1966      | ф  | Господь любит утку               | Lord Love a Duck                        | миссис Барнард      |
| 1966      | тф | —                                | Blithe Spirit                           | мадам Аркати        |
| 1968      | ф  | Ребёнок Розмари                  | Rosemary’s Baby                         | Минни Кастевет      |
| 1969      | ф  | Что случилось с тётушкой Элис?   | What Ever Happened to Aunt Alice?       | миссис Диммок       |
| 1970      | ф  | Где Поппа?                       | Where’s Poppa?                          | миссис Хочейзер     |
| 1971      | ф  | Гарольд и Мод                    | Harold and Maude                        | Мод                 |
| 1973      | тф | —                                | Isn’t It Shocking?                      | Марж Саваж          |
| 1975      | с  | Коджак                           | Kojak                                   | мисс Юдора Темпл    |
| 1975      | с  | Рода                             | Rhoda                                   | мама Карлтона       |
| 1975      | с  | —                                | Medical Story                           | Эмили Добсон        |
| 1976      | с  | Критическое положение!           | Emergency!                              | Ленор               |
| 1976      | ф  | Большой автобус                  | The Big Bus                             | пожилая леди        |
| 1976      | тф | Великий Гудини                   | The Great Houdini                       | Сесилия Вайсс       |
| 1976      | тф | Что случилось с ребёнком Розмари | Look What’s Happened to Rosemary’s Baby | Минни Кастевет      |
| 1977      | тф | —                                | The Prince of Central Park              | миссис Миллер       |
| 1977      | с  | Лодка любви                      | The Love Boat                           | миссис Уорнер       |
| 1977      | с  | Коломбо                          | Columbo                                 | Эбигейл Митчелл     |
| 1978      | тф | Идеальный джентльмен             | Perfect Gentlemen                       | миссис Кавагнаро    |
| 1978      | ф  | Как ни крути — проиграешь        | Every Which Way But Loose               | Ма                  |
| 1979      | с  | Такси                            | Taxi                                    | Ди Уилкокс          |
| 1979      | ф  | Променад                         | Boardwalk                               | Беки Розен          |
| 1979      | ф  | Мусорная охота                   | Scavenger Hunt                          | Арвилла Дролл       |
| 1980      | тф | —                                | Hardhat and Legs                        | бабушка             |
| 1980      | ф  | Мой телохранитель                | My Bodyguard                            | бабушка             |
| 1980      | ф  | Как только сможешь               | Any Which Way You Can                   | Зенобия «Ма» Боггс  |
| 1982      | ф  | Малыш Джимми                     | Jimmy the Kid                           | Бернис              |
| 1982      | тф | Не засыпай                       | Don’t Go to Sleep                       | Бернис              |
| 1983—1984 | с  | Ньюхарт                          | Newhart                                 | Бланш Дивейн        |
| 1984      | ф  | Путешествие рок-пришельцев       | Voyage of the Rock Aliens               | шериф               |
| 1984      | тф | —                                | The Secret World of the Very Young      | Мэри                |
| 1984      | ф  | Дельта Пи                        | Delta Pi                                | Магси               |
| 1985      | ф  | Макси                            | Maxie                                   | миссис Лавин        |
| 1987      | ф  | Проблема со шпионами             | The Trouble with Spies                  | миссис Аркрайт      |

## Награды и номинации
| Награда                        | Год  | Категория                                                       | Название работы             | Результат |
| ------------------------------ | ---- | --------------------------------------------------------------- | --------------------------- | --------- |
| Оскар                          | 1948 | Лучший оригинальный сценарий                                    | Двойная жизнь               | Номинация |
| Оскар                          | 1951 | Лучший оригинальный сценарий                                    | Ребро Адама                 | Номинация |
| Оскар                          | 1953 | Лучший оригинальный сценарий                                    | Пэт и Майк                  | Номинация |
| Оскар                          | 1966 | Лучшая женская роль второго плана                               | Внутренний мир Дэйзи Кловер | Номинация |
| Оскар                          | 1969 | Лучшая женская роль второго плана                               | Ребёнок Розмари             | Победа    |
| Золотой глобус                 | 1966 | Лучшая женская роль второго плана в кинофильме                  | Внутренний мир Дэйзи Кловер | Победа    |
| Золотой глобус                 | 1969 | Лучшая женская роль второго плана в кинофильме                  | Ребёнок Розмари             | Победа    |
| Золотой глобус                 | 1972 | Лучшая женская роль в комедии или мюзикле                       | Гарольд и Мод               | Номинация |
| Эмми                           | 1976 | Лучшая приглашённая актриса в комедийном телесериале            | Рода                        | Номинация |
| Эмми                           | 1977 | Лучшая женская роль второго плана в мини-сериале или телефильме | Великий Гудини              | Номинация |
| Эмми                           | 1979 | Лучшая женская роль в комедийном телесериале                    | Такси                       | Победа    |
| Тони                           | 1956 | Лучшая женская роль в пьесе                                     | Сваха                       | Номинация |
| Премия Гильдии сценаристов США | 1949 | Лучшая комедия                                                  | Ребро Адама                 | Номинация |
| Премия Гильдии сценаристов США | 1950 | Лучшая комедия                                                  | Ребро Адама                 | Номинация |
| Премия Гильдии сценаристов США | 1952 | Лучшая комедия                                                  | Пэт и Майк                  | Номинация |
| Премия Гильдии сценаристов США | 1953 | Лучшая комедия                                                  | Актриса                     | Номинация |
| Сатурн                         | 1986 | Лучшая киноактриса второго плана                                | Макси                       | Номинация |